# OMÁV 40
Az OMÁV 40 sorozatú mozdonyai tolató- és tehervonati szertartályos gőzmozdonyok voltak, melyek utóbb kkStB-hez, majd a ČSD-hez kerültek, végül néhány példány a MÁV-nál is szolgált 477 sorozatjellel.

## Kifejlesztése
Az Osztrák–Magyar Államvasút-Társaság története során számos szertartályos mozdonytípust szerzett be és a tolatószolgálatot kizárólag ilyen típusú mozdonyokkal látta el. A bécsi Verbindungsbahn 25 ‰-es emelkedőjű pályáján az Vd osztályú, később 41 sorozatú D tengelyelrendezésű mozdonyatit alkalmazta. Az eredetileg beszerzett 13 mozdonyból 1891-ben kilencet átvett a MÁV (TIV osztály, majd 450 sorozat), a megmaradt négy darabot pedig 1907-ben a rossitzi (ma: Rosice u Brna) bányakerületbe kellett átcsoportosítania. Ezen kívül más vonalakra is szükségessé vált új mozdonyok beszerzése, ahol az ott üzemelő C tengelyelrendezésű mozdonyok teljesítménye kevésnek bizonyult. Ezért az ÁVT 1908-ban megbízást adott saját gépgyárának, hogy készítse el a 41 sorozatnak a kor követelményei szerint módosított változatát úgy, hogy a mozdony gépezetét lehetőleg változatlanul vegye át. A mozdony kazánnyomását 9-ről 11 barra növelték, míg az eredeti csőfűtőfelületet változatlanul hagyása mellett a tűzcsövek számát 212 db-ra növelték, de ezzel együtt hosszukat 4550 mm-ről 3600 mm-re csökkentették. A kazánt némileg magasabbra helyezték, hogy a rostély szélességét, ezáltal a felületét kis mértékben, 1,9 m²-re növelhessék. A megnövelt, 8,1 m³ űrtartalmú víztartályok teletöltése esetén a mozdony szolgálati tömege 54 t, legnagyobb tengelyterhelése 13,5 t lett volna. Az OMÁV küszöbön álló (osztrák) államosítása miatt azonban a vasúti felügyelet a mozdonytípus teljes OMÁV-hálózaton való közlekedtetését, így 11–12 t tengelyterhelést írt elő. Emiatt a mozdony terveit szinte az utolsó pillanatokban módosítani kellett: egy elöli futókerékpár alkalmazása vált szükségessé a szükséges tengelyterhelés-érték betartásához.

## Szerkezete

### Kazán
A 13,5 és 15,5 mm-es lemezekből álló porosz-, más néven Becker-rendszerű állókazánt a keretek fölé emelték ki. A rostély  első része buktatható volt. A 4,3 m hosszúságú és 1,37 m átmérőjű hosszkazánt két, 12,5 mm-es folytvas lemezekből álló övből szegecselték össze; a tengelye (középvonala) a sínkorona fölött 2530 mm magasan található. Az első kazánövön helyezték el a gőzdómot, a második övre a homoktartály került. A gőzdómban helyezték el a függőleges tolattyútükörrel készült síktolattyús gőzszabályzót, melynek szabályozó rudazatát a kazánon kívül vezették el. A gőzdómra 2 db 3½″-os Coale-rendszerű közvetlen rugóterhelésű biztonsági szelep került.A kazánba 212 darab 47/52 mm átmérőjű folytvas tűzcsövet építettek. Az 1320 mm hosszú füstszekrényben helyezték el az amerikai rendszerű szikrafogót. A gőzfúvó állandó keresztmetszetű volt. A kémény Prüssmann-rendszerű volt.  A kazánt 1–1 db Friedmann-rendszerű nem szívó, 7, illetve 9 mm-es nyílású ún. „restarting” frissgőz-lövettyű táplálta vízzel.

### Gépezet
A két, kereten kívül elhelyezett vízszintes gőzhenger a harmadik kapcsolt kerékpárt hajtotta.  A keresztfejek kétvezetékesek voltak. A hajtó- és csatlórudak I keresztmetszettel készültek. 
A mozdony közönséges kagylós síktolattyúkkal készült. A mozdonyok teljes vezérművét, a kereten belül helyezték el. A tolattyú belső túlfedése 1 mm, külső túlfedése 27 mm volt. A tolattyúkat úgynevezett nyitott rudazatos Stephenson-rendszerű vezérművek mozgatták. Az excenterek a harmadik, hajtott tengelyre voltak felékelve.  A kormányvonórudat emeltyűvel kombinált kormánycsavarral szabályozták.

### Keret, futómű, mozdonysátor
A belső elrendezésű, szegecselt keret 24 mm vastag folytvaslemez-hossztartói egymástól 1234mm távolságban voltak. A futókerékpár oldalirányú elmozdíthatósága érdekében a gőzhengerek előtti keretrészt külön hossztartókkal készítették, melyeket 10mm-es közbetéttel rögzítettek a hátsó hossztartókhoz, így az elöli darabok egymástól való távolságuk 1166mm lett. A kerékcsapágyak kivágásait acélöntvényekkel merevítették ki. A keretbe ágyazott kapcsolt kerékpárok rugózását himbák kötötték össze. Az első három tengely himbarugói a kerékpárok felett, a hátsó kettőé a tűzszekrény helyigénye miatt a tengelyek alatt volt. Az elülső futótengely Adams-rendszerű beálló tengely volt 50–50 mm oldalirányú elmozdulással, visszatérítő rugó nélkül, a kkStB 99 és 299 sorozatával azonos kivitelben. Az ívbe történő beállás megkönnyítésére ezenkívül a negyedik kapcsolt kerékpárnak 8–8 mm-es oldalirányú játéka volt, a második kapcsolt kerékpár nyomkarimáját pedig 4 mm-rel vékonyabbra esztergálták.
A mozdonysátor elölről és hátulról is zárt kivitelben készült. Mindkét homloklemezre oldalanként egy-egy homlokablakot szereltek.

### Segédberendezések
A mozdonyra a hátsó kapcsolt tengely mögé egy függőleges, XXI W 280 típusú Hardy-rendszerű fékhengert szereltek. A féktuskók a mozdony két belső kapcsolt kerékpárját elölről fékezték, míg a többi kerékpár fékezetlen volt. A féktuskónyomás a mozdony 50%-os készletek melletti súlyának 70%-a volt. A hosszkazánok mellett elhelyezett víztartályok űrtartalma 8,1 m³ volt, de a tartályokat ellátták 5,3 m³-hez tartozó túlfolyó nyílásokkal, hogy a gyengébb felépítményű pályákon kisebb vízkészlettel közlekedhessen. A vezetőfülke mögött lévő széntartó űrtartalma 3,43 m³ volt, mely 2,7 t szén elhelyezését tette lehetővé.

## Pályafutásuk
A mozdonyból 1908–1909 között 16 db készült el, melyeket az OMÁV a 40 sorozatjellel és 4001–4016 pályaszámokkal látott el.
A mozdonyok a Monarchiában ekkor kötelező módon hadijelet is kaptak, mely ennél a típusnál  {\displaystyle {\tfrac {\mathrm {IV\ 350} }{\mathrm {B} _{7}}}}  lett.
A mozdonyok az OMÁV nagyobb állomásain szétosztva tolatószolgálatot láttak el.
Az OMÁV államosítása után a kkStB a mozdonyoknak a 179 sorozatjelet és a 179.01–16 pályaszámokat adta, beszerzésüket azonban nem folytatta tovább, mivel már rendelkezésére állt az ugyanilyen feladatkörű D tengelyelrendezésű 178 sorozat, mely kisebb méretű kazánja ellenére a magasabb gőznyomás és a kompaund gépezet miatt ugyanilyen teljesítményű volt. Elsősorban a korábbi ÁVT hegyvidéki vonalain szolgáltak. Ennek megfelelően a 179 sorozatú mozdonyok közül az első világháború kitörésekor:
- 7 db Brünn (ma: Brno),
- 2 db Bécs Ost,
- 3 db Prága-Bubna,
- 2 db Stadlau
- 2 db Bodenbach (később: Podmokly, ma: Děčín)

fűtőházhoz tartozott.
Az első világháború után mind a 16 mozdony a Csehszlovák Államvasutakhoz került. A ČSD az első években a korábbi sorozat- és pályaszámokon üzemeltette a járműveket. A Monarchia vasúttársaságai járműparkjának végleges felosztása után, 1925-ben bevezetett jelölési rendszerében a ČSD a mozdonyokat 421.001–16 pályaszámokkal látta el. Hat mozdonyt Érsekújvár fűtőházához helyezék át, melyek Érsekújvár és Zólyom térségében tolató szolgálatot láttak el.
A bécsi döntések nyomán a MÁV számos ČSD-eredetű mozdonyt vett át. Ezek között volt az említett 6 db 421.0 sorozatú mozdony is, melyeket a MÁV 477,001–006 pályaszámokkal sorozott be az állagába.
A 477 sorozatú mozdonyok MÁV által engedélyezett vonatterheléseit az alábbi táblázat szemlélteti:
| A 477 sorozatú mozdonyok engedélyezett vonatterhelései | A 477 sorozatú mozdonyok engedélyezett vonatterhelései | A 477 sorozatú mozdonyok engedélyezett vonatterhelései | A 477 sorozatú mozdonyok engedélyezett vonatterhelései | A 477 sorozatú mozdonyok engedélyezett vonatterhelései |
| Pálya- emelkedés                                       | 20 km/h                                                | 30 km/h                                                | 40 km/h                                                | 50 km/h                                                |
| ------------------------------------------------------ | ------------------------------------------------------ | ------------------------------------------------------ | ------------------------------------------------------ | ------------------------------------------------------ |
| 0– 3‰                                                  | 1000 t                                                 | 700 t                                                  | 440 t                                                  | 360 t                                                  |
| 3– 5‰                                                  | 900 t                                                  | 610 t                                                  | 430 t                                                  | 330 t                                                  |
| 5– 7‰                                                  | 700 t                                                  | 520 t                                                  | 380 t                                                  | 300 t                                                  |
| 8–10‰                                                  | 530 t                                                  | 390 t                                                  | 290 t                                                  | 230 t                                                  |
| 14–16‰                                                 | 340 t                                                  | 270 t                                                  | 200 t                                                  | 160 t                                                  |
| 25‰                                                    | 180 t                                                  | 160 t                                                  | 130 t                                                  | 110 t                                                  |

A mozdonyokat Barcika fűtőházhoz helyezték, ahonnan egy mozdonyt 1941-ben Szerencsre, egy másik pedig 1944-ben Miskolcra helyeztek át.
A mozdonyok néhány szerkezetét a MÁV átalakította: két mozdony egyáltalán nem, négy mozdony pedig ugyan rendelkezett bukórostéllyal, de azok a MÁV-ná idegen módon előrefelé nyíltak. Ezért mindegyik mozdonyra a MÁV-nál szabványos, hátrafelé nyíló Rezsnyi-féle billenőrostélyt és szabványos rostélyrudakat szereltek.
A második világháború harcainak befejezése és az országhatárok 1945. júniusi „megszilárdulása” után a 477 sorozatú mozdonyok közül 2 db maradt csak az újra hivatalossá vált trianoni határok között, de egy sem volt köztük üzemképes. Az egyik példány javítás alatt állt, a másik (477,004) robbantott, roncs állapotban volt. A másik példányra a Vörös Hadsereg „T–CCCP” hadizsákmány-jele (T=трофейный, azaz zsákmány) került. A háború után az országgyarapodás és a harci cselekmények során állagba került járműveket, így a sorozat példányait is bizonytalan jogi státuszuk miatt a MÁV elkülönítve tartotta nyilván. 1946-ban mindkét példány Barcika honállomású volt.
Bár az egyes országok közötti háború utáni járműcserék az idegen eredetű mozdonyok korábbi, alapvetően a háború és a repartíciók előtti tulajdonosa részére történő visszaszolgáltatását jelentették, a 477-esek közül 1948 novemberében, Ausztria szovjet megszállási övezetéből hazatért két példány.
A mozdonyokat a MÁV 1951–1961 között selejtezte. Az utolsóként kivont példányt, a 477,003-at a MÁV a Lenin Kohászati Műveknek adta el, ahol az 477-01 számon 1972-ig szolgált.
A Csehszlovákiában maradt mozdonyokat a ČSD 1959-ig selejtezte.